# Losing Grip
«Losing Grip» —en español: «Perdiendo el control»— es una canción interpretada por la cantautora canadiense Avril Lavigne, lanzada como cuarto y último sencillo de su álbum debut Let Go. Fue escrita por la cantante y Clif Magness, quien también lo produjo. Fue comercializado tras el éxito comercial de «I'm With You» e interpretado en los Juno Awards del año 2003. La canción obtuvo el disco de oro por la RIAA el 22 de septiembre de 2003.
La canción es mucho más pesada con los sonidos en comparación a la mayoría de las canciones de Let Go que tenían una sensación más pop. Trata de Lavigne sobre "perder el control" con su novio, ya que simplemente no están destinados a estar juntos.

## Descripción
La canción conserva un estilo más rock que las demás canciones de Let Go. Fue escrita por Lavigne para su exnovio y es su favorita en el disco. La canción trata de una chica que se siente utilizada, porque cuando ella necesitó de su novio él no estuvo, ella estuvo sola sufriendo y llorando, y después su novio la necesita pero ella le dice: «¿por qué debería importarme? si tu no estabas ahí cuando me sentía triste, me sentía tan sola».

## Vídeo musical
El video musical fue dirigido por Liz Friedlander y fue tomado en la Fundación Angel Orensanz. Muestra escenas de Lavigne y su banda tocando frente a una gran multitud y hubo tomas de ella abriéndose paso a través de una multitud masiva de personas mientras la empujaban y golpeaban en el interludio de vez en cuando.

## Nominaciones
«Losing Grip» fue nominada para los Grammys en la categoría Best Female Rock Vocal Performance.

## Recepción
Christina Saraceno de Allmusic observó que "Losing Grip" le permitió a Lavigne "mostrar" su habilidad vocal durante el "coro de rock explosivo" de la canción. Sal Cinquemani de la revista Slant también elogió las voces de Lavigne y las comparó con la cantautora canadiense Alanis Morissette.

## Sencillos y promos
Australia
1. «Losing Grip» (versión del álbum)
2. «I'm With You» (en vivo)
3. «Unwanted» (en vivo)
4. «Losing Grip» (vídeo musical)

Reino Unido
1. «Losing Grip» (versión del álbum)
2. «Losing Grip» (en vivo)
3. «Naked» (en vivo)
4. «Losing Grip» (vídeo musical)

Francia
1. «Losing Grip» (versión del álbum)
2. «Losing Grip» (en vivo)

Estados Unidos, Australia e Inglaterra promo
1. «Losing Grip» (versión del álbum)

## Posicionamiento en listas
| Conteo                               | Posición |
| ------------------------------------ | -------- |
| Australia (ARIA)                     | 20       |
| Austria (Ö3 Austria Top 40)          | 40       |
| Belgium (Ultratop 50 Flanders)       | 48       |
| Belgium (Ultratip Wallonia)          | 4        |
| Brazil (ABPD)                        | 62       |
| Germany (Official German Charts)     | 43       |
| Ireland (IRMA)                       | 18       |
| Netherlands (Dutch Top 40)           | 8        |
| Scottish Singles Chart               | 22       |
| Switzerland (Schweizer Hitparade)    | 49       |
| UK Singles (Official Charts Company) | 22       |
| US Billboard Hot 100                 | 64       |
| US Adult Top 40 (Billboard)          | 33       |
| US Mainstream Top 40 (Billboard)     | 17       |

## Certificaciones
| País           | Organismo certificador | Certificación      | Ventas   | Ref    |
| -------------- | ---------------------- | ------------------ | -------- | ------ |
| Estados Unidos | RIAA                   | Oro (Vídeo single) | + 25 000 | [ 16 ] |